# Matthias Ogden
Matthias Ogden (Elizabeth, 22 ottobre 1754 – Elizabeth, 31 marzo 1792) è stato un politico statunitense.
Combatté nella Guerra d'indipendenza americana e ricoprì in seguito diversi incarichi politici nel corso della sua vita. Fu un intimo amico del futuro vicepresidente Aaron Burr

## Biografia
Figlio di Robert Ogden, un avvocato e ufficiale pubblico, suo padre faceva parte dell'assemblea del New Jersey dove aveva il ruolo di speaker. La famiglia originaria dello Hampshire, dopo essere emigrata nel 1640 alla volta delle Americhe, era stata una delle prime famiglie a trasferirsi nel New Jersey dopo essersi trasferita nel 1664 da Long Island ad Elizabeth. Matthias ricevette la sua istruzione presso il College of New Jersey l'attuale Princeton University, come era in precedenza avvenuto anche per il suo fratello più vecchio Aaron Ogden

### Guerra di indipendenza
Dopo lo scoppio della Guerra di indipendenza nel 1775 Ogden si arruolò insieme al suo amico Aaron Burr volontario per partecipare alla campagna organizzata da Benedict Arnold per occupare la provincia del Québec. Fu ferito nel corso di uno scontro il 31 dicembre 1775.
Nel 1776 ricevette il grado di tenente colonnello della milizia del New Jersey sotto il comando del colonnello William Winds. All'età di 22 anni fu poi nominato colonnello dell'appena istituito primo battaglione del New Jersey, dopo che il 1º gennaio 1777 Silas Newcomb aveva rifiutato l'incarico. Nel 1780 fu catturato dagli inglesi nei pressi di Elizabethtown e fu in seguito rilasciato in uno scambio di ostaggi. Ogden fu anche l'arteficie di un piano per prendere in ostaggio il principe William Henry che in seguito divenne re Guglielmo IV. Nonostante il piano fosse stato approvato da George Washington l'operazione dovette essere annullata. Nel 1783 ricevette il permesso dal Congresso continentale di visitare in veste ufficiale l'Europa per instaurare dei rapporti commerciali con la Francia. In tale occasione in Francia ricevette il titolo onorario di le droit du tabouret da re Luigi XVI. Al suo ritorno in patria sempre lo stesso anno fu nominato generale di brigata.

### Dopo la guerra
Al termine della guerra Ogden fu nominato membro del legislative council, carica che ricoprì a partire dal 1785. Ogden sposò Hannah Dayton dalla quale ebbe una figlia Elias Dayton ed un figlio Francis Barber Ogden che ricevette lo stesso nome del marito di sua sorella Mary, Francis Barber, un ufficiale dell'esercito continentale.
Ogden morì il 31 marzo 1791 di febbre gialla ad Elizabethtown all'età di 36 anni.